# Hökmark
Hökmark är en by, sedan 2015 klassad som en småort, i Lövångers distrikt (Lövångers socken) i Skellefteå kommun, Västerbottens län (Västerbotten).

## Namn
Förledet i byns namn är förmodligen det förkristna mansnamnet Hök. Liksom andra mark-byar med sådana förled anses den ha uppkommit som nybygge under medeltiden.

## Historia
Byns ålder är okänd. Väster om byn finns dock rösen från bronsåldern, vilket tyder på att människor levt i trakten åtminstone under 4 000 år. Under den tiden var området ett skärgårdslandskap. Fram till åtminstone 1300-talet var befolkningstätheten troligtvis låg. Under 1300-talet bröts Lövångers socken ut från Skellefteå socken och Hökmark kom att tillhöra den förstnämnda. Namnet Hökmark är känt från åtminstone 1477.
År 1540 var Hökmark den största byn i Lövångers socken med 20 bönder. År 1571 fanns här 19 skatteägare.[källa behövs] Vid slutet av 1600-talet hade antalet bönder minskat till 16. Under 1600- och 1700-talen var folkmängden konstant. År 1810, i samband med storskiftet, fanns totalt 27 hemman i byn. Det fanns 42 hemman och fem soldattorp 1871.
År 1901 öppnade K.N. Lundqvists lanthandel i byn. Den var igång fram till maj 1981 då den dåvarande innehavaren Astrid Lundqvist stängde verksamheten efter 80 år. Hökmarks folkskola öppnade 1912.[källa behövs] I början av 1920-talet fanns 51 hemman i byn.  I mitten av 1940-talet bodde cirka 350  personer i Hökmark. År 1947 öppnade Konsum en butik. Året därpå startades idrottsföreningen Hökmark IF Gnistan (HIF) som erbjöd verksamhet inom fotboll, skidåkning och friidrott. På 1950-talet avancerade fotbollslaget till seriespel.
Den 9 juni 1954 slog Hökmarkmeteoriten (ett av få bevittnade meteoritnedslag i Sverige) ned i området.
I byn fanns också Fazers bageri, tidigare Lövånger bröd. Verksamheten lades ner, efter 50 år, 2017. I dag[när?] består byn av ett 60-tal hushåll och cirka 160 fast boende.[källa behövs] Enligt uppgifter hämtade 2022 fanns ett 50-tal verksamheter relaterade till skogsägare i byn. Vidare fanns bland annat sågverk, gummiåtervinning och jordbruk.